# ナズィッリ
ナズィッリ（トルコ語: Nazilli）は、トルコの都市。アイドゥン県に属し、県内で二番目に大きい規模を有する。2007年当時の人口は約104,000人。
名称はナズル（Nazlu）という遊牧部族名に由来すると考えられている。

## 歴史
ナズィッリの約3km北にあるボズユルト村付近には、リュディア時代の集落であるマスタウラ遺跡が存在する。マスタウラは周辺で最も古い遺跡であり、市壁、劇場、水道橋の跡が残る。
1280年にナズィッリはベイリク（君侯国）のメンテシェ侯国によって支配され、のちアイドゥン侯国の支配下に置かれる。1390年にオスマン皇帝バヤズィト1世によって、ナズィッリはオスマン帝国に編入される。当時の町はCuma Yeriとパザルキョイ（Pazarköy）の二つの村から構成され、長らくの間町はパザルキョイの名前で呼ばれていた。1402年のアンカラの戦いでバヤズィト1世を破ったティムールは、ナズィッリをかつての所有者であるアイドゥン侯国に返還した。バヤズィト1世の孫ムラト2世の時代に、ナズィッリは再びオスマン帝国の支配下に入る。
19世紀まで一村落だったナズィッリは1831年に郡都に定められ、以後地方経済の中心地として発展する。ナズィッリに建つモスクなどの建設物は、18世紀から19世紀にかけての期間に建てられたものが多い。トルコ革命の時、ナズィッリはギリシャ軍の占領下に置かれていたが、1922年9月5日にトルコ軍によって解放された。

## 地理
ナズィッリはメンデレス川沿いに位置し、地区の多くがメンデレス渓谷に含まれている。アイドゥンから約45km東の地点に位置し、デニズリに通じる国道とイズミル・アフィヨン間を繋ぐ鉄道が通る。
地域内では柑橘類、オリーブ、イチジクの樹木のほか、綿花、小麦などが栽培されている。

## 経済
歴史的にナズィッリは褐炭の産地として知られている。1914年からアメリカの資本により、褐炭の大量生産が始められた。1920年にスミルナでの需要を満たすために大量生産品の褐炭が出荷されたが、品質は「ひどく悪い」ものだった。また、1920年にはナズィッリの北でエメリーの鉱脈が発見されたことが報告されている。ほか、アンチモン、金剛砂も産出される。
ナズィッリでは織物業が営まれ、原料となる綿花の栽培も行われてきた。1937年に織物工場が設置され、工場を中心として経済が発展した。町には繊維、機械産業などの工業施設が置かれ、ウール社が生産する冷凍機器はヨーロッパをはじめとする国外に輸出されている。